# Combativo
Combativo es el séptimo álbum de estudio del grupo de metal argentino A.N.I.M.A.L., lanzado el 27 de julio de 2004 en México y en agosto de ese año en los demás países de América Latina. Representa la vuelta de Martín Carrizo a la batería tras 7 años de ausencia.
Presenta nueve canciones y una reedición del tema "Criminales de raíces" el cual pertenece al primer disco de la banda. El disco fue bien recibido por la crítica, que lo consideró una evolución con respecto a sus trabajos anteriores.
En 2006 anunciaron su disolución, que finalmente fue un interregno hasta febrero de 2015.

## Lista de temas
1. Combativo
2. Real
3. Escrito con sangre
4. Espiritual
5. Huellas de mi destino
6. Eternidad
7. Sin ley
8. Todo tiene un final
9. Nuestro pacto
10. XXX?

## Músicos
- Andrés Giménez: guitarra y voz.
- Christian "Titi" Lapolla: bajo.
- Martín Carrizo: batería.

## Ficha técnica
- Producción Artística: Andrés Giménez y Martin Carrizo.
- Masterizado por Tom Baker bajo la supervisión de Richard Kaplan en Precisión Mastering (Hollywood, California).
- Compañía Discográfica: Universal Music.